# Pierre Daniel
Ne doit pas être confondu avec Pierre Daniel (d'Orléans).
Pour les articles homonymes, voir Daniel.
Pierre Daniel (1931-2009) est un ancien responsable de l'enseignement catholique en France.

## Biographie

### Études et vie professionnelle
Pierre Daniel est né à Marseille en 1931. Il a été élève de l'École de Provence, un établissement marseillais tenu par la Compagnie de Jésus, puis de la Faculté libre de droit de la ville où il a obtenu une licence.
À partir de 1957, il fait une carrière dans les Établissements Daniel, dont il finit gérant jusqu'en 1994.

### Engagement associatif
Bénévole au sein des associations de parents de l'enseignement libre (APEL), il est devenu président de la fédération de Marseille en 1969 et de l'union régionale Aix-Marseille en 1970. En 1975, il est entré au bureau national de l'UNAPEL. Il a présidé l'UNAPEL de 1980 à 1985. Il a à ce titre joué un rôle de premier plan dans le mouvement de l'École libre en 1984.
En 1994, il a succédé au père Max Cloupet comme secrétaire général de l'enseignement catholique. Il est remplacé par Paul Malartre en 1998.